# Tarık Kutver
Tarık Kutver (* 7. Februar 1938 in Istanbul bzw. Ezine; † 20. April 2011 in Ezine) war ein türkischer Fußballspieler. Durch seine langjährige Tätigkeit für Galatasaray Istanbul und Karagümrük SK und als Eigengewächs von Karagümrük SK wird er stark mit diesen Vereinen assoziiert. Auf Fan- und Vereinsseiten wird er als einer der bedeutendsten Spieler der Klubgeschichte angesehen. Er war ein wichtiger Bestandteil jener Mannschaft, die mit Spielern wie Metin Oktay, Kadri Aytaç, Suat Mamat, Uğur Köken und Turgay Şeren den türkischen Fußball Mitte der 1960er Jahre stark beeinflusste. Wegen der Ähnlichkeit seiner Spielweise und der gleichen Position wurde er in Anlehnung an Lefter Küçükandonyadis als Çanakkale'nin Lefter'i (dt. Çanakkales Lefter) bezeichnet. Mit 99 Erstligaeinsätzen für Karagümrük ist er nach Nihat Çapalar (113 Einsätze) und Kadri Kartal (109 Einsätze) der Spieler mit den dritthäufigsten Süper-Lig-Einsätzen der Vereinsgeschichte.

## Spielerkarriere

### Jugend und Karagümrük SK
Die Anfänge Kutvers Fußballkarriere sind widersprüchlich dokumentiert. Nach einigen Quellen kam er 1938 im Istanbuler Bezirk Karagümrük auf die Welt und nach anderen 1940 in Ezine. Mit dem Vereinsfußball begann er bei Çanakkale Türkgücü und wechselte später in die Nachwuchsabteilung des türkischen Traditionsklubs Fenerbahçe Istanbul. Nachdem er hier den Sprung in die 1. Mannschaft nicht erreicht hatte, wechselte Kutver zum Stadt- und Ligarivalen Karagümrük SK. Für diesen spielte Kutver erst in der Nachwuchsmannschaft, wurde aber schnell in die 1. Mannschaft aufgenommen. Zum Zeitpunkt seines Eintritts in den Profikader existierte in der Türkei keine landesübergreifende Profiliga. Stattdessen existierten in den Ballungszentren wie Istanbul, Ankara und Izmir regionale Ligen, von denen die İstanbul Profesyonel Ligi (dt.: Istanbuler Profiliga) als die renommierteste galt. In dieser Liga spielten u. a. die drei großen Istanbuler Vereine Galatasaray, Fenerbahçe und Beşiktaş. Karagümrük, welches auch zu den angestammten Istanbuler Vereinen gehörte, spielte in der 2. İstanbul Profesyonel Ligi (dt.: 2. Istanbuler Profiliga), der 2. Division dieser Liga. Nach seinem Wechsel zu Karagümrük spielte Kutver mit seiner Mannschaft erst im vorsaisonalen Federasyon Kupası (dt. Verbandspokal) und anschließend in der 2. Istanbuler Liga. Bei diesem Verein hatten sich mehrere Mäzen in den Vorstand wählen lassen und versuchten den Verein neben den drei großen Istanbuler Klubs Beşiktaş, Fenerbahçe und Galatasaray zum vierten großen Klub aufzubauen. Zu diesem Zweck sorgten sie durch Investitionen dafür, dass der Verein im Sommer 1958 von İstanbul İkinci Küme (dt.: Zweite Istanbuler Liga) in die İstanbul Profesyonel Ligi aufstieg. Nach dem Aufstieg wurde erneut in die Mannschaft investiert, so wurde mit Kadri Aytaç der damals gefragteste Offensiv-Allraounder im türkischen Fußball verpflichtet und für diesen Spieler die damalige türkische Rekordablösesumme an Galatasaray gezahlt. Um Aytaç und die weiteren Nationalspieler wie Fahrettin Cansever und Aydın Yelken herum verpflichtete die Vereinsführung auch junge Spieler wie Tamer Kaptan und ein Jahr zuvor bereits Kutver. In der neuen Saison behielt Kutver seinen Stammplatz und bildete zusammen Aytaç und Turhan Bayraktutan ein erfolgreiches Sturmdreigespann. Dank dieser gut aufgestellten Truppe gelang es dem Aufsteiger, sich im oberen Tabellendrittel festzusetzen und lange Zeit um die Meisterschaft mitzuspielen. Zum Saisonende verlor das Team den Anschluss und beendete die Saison auf dem dritten Tabellenplatz.
Ab Frühjahr 1959 nahm Kutver mit Karamgümrük an der neugegründeten und landesweit ausgelegten Millî Lig (der heutigen Süper Lig) teil. Diese neue Liga löste die bisher vorhandenen regionalen Ligen in den größeren Ballungszentren, wie die İstanbul Profesyonel Ligi, ab. Die erste Spielzeit der Millî Lig wurde von Februar 1959 bis Juni 1959 ausgespielt und endete mit einem Sieg von Fenerbahçe Istanbul. Karagümrük belegte weit abgeschlagen einen mittleren Tabellenplatz. In der zweiten Milli-Lig-Saison belegte die Mannschaft lediglich einen mittleren Tabellenplatz. Zum Saisonende verließ mit Aytaç ein wichtiger Leistungsträger die Mannschaft. Nach diesem Weggang bildete Kutver zusammen mit Ali Soydan, Tuncay Becedek und Aydın Yelken die Offensivabteilung seiner Mannschaft und erzielte selbst neun Ligatore. Nachdem Karamgümrük in der Saison 1960/61 noch einen wichtigen mittleren Tabellenplatz belegt hatte, spielte die Mannschaft in der Saison 1961/62 gegen den Abstieg. Dieser Umstand führte dazu, dass der Mäzen seine finanzielle Unterstützung zurückzog. So wurden viele Spieler zum Verkauf angeboten. Für Kutver, der in der letzten Saison elf Ligatoren erzielte, der erfolgreichste Torschütze seiner Mannschaft war und zum Nationaltrainer aufstieg, interessierten sich mehrere Klubs.

### Galatasaray Istanbul
Galatasaray interessierte sich recht früh für Kutver und einigte sich mit Karagümrük auf eine Ablösesumme von 50.000 Türkische Lira. Nach dieser Einigung bemühte sich auch Beşiktaş um Kutver und unterschrieb mit diesem sogar Vorvertrag. Der Wechsel zu Beşiktaş scheiterte, nachdem Karagümrüks Präsident İbrahim Sevin auf die Übereinkunft mit Galatasaray verwies und deswegen eine Abgabe Kutvers an Beşiktaş ausschloss. So unterschrieben alle Beteiligten im 7. Juli 1962 die Verträge die den Wechsel Kutvers zu Galatasaray rechtskräftig machten. Galatasaray zahlte eine Ablösesumme von 50.000 Lira und für Kutver für zwei Jahre ein Gesamtgehalt von 50.000 Lira. Bei Galatasaray wurde am Anfang der letzten Saison die ehemalige Spielerlegende Gündüz Kılıç als Cheftrainer eingestellt. Kılıç, der bereits Mitte der 1950er Jahre als Trainer mit Galatasaray große Erfolge gefeiert hatte, führte den zuletzt titellosen mit der Meisterschaft der Milli-Lig-Saison 1961/62 zur ersten Türkischen Meisterschaft der Vereinsgeschichte. Nach diesem Erfolg versuchte Kılıç die wichtigsten Spieler aus seiner ersten Trainerperiode bei Galatasaray wieder zu verpflichten. Am Ende der abgelaufenen Saison bahnte sich bereits eine Rückholaktion des zum US Palermo gewechselten Stürmerstars Metin Oktay an. Nach monatelangen Verhandlungen wurde der Transfer von Oktay Ende Juli 1962 abgewickelt. Zudem wurde vom Erzrivalen Fenerbahçe der Offensiv-Allrounder Kadri Aytaç zurückgeholt. Ergänzend zu diesen beiden ehemaligen Spielern wurde auch Kutver verpflichtet. Bei seinem Neuen Verein etablierte er sich auf Anhieb zum Stammspieler und bildete mit Metin Oktay, Kadri Aytaç, Uğur Köken, Suat Mamat und Ayhan Elmastaşoğlu ein sehr erfolgreiches Offensivgespann, das einen Großteil der 105 Ligatore erzielte. Kutver erzielte 17 Ligatore, war hinter Oktay, der mit 38 Toren Torschützenkönig wurde, der zweiterfolgreichste Torschütze seines Vereins, Vierter der Torschützenliste und einer der wichtigsten Vorlagengeber von Oktay. Während Oktay auf der Position des Mittelstürmers spielte, agierte Köken als Linksaußen und Kutver als Rechtsaußen. In der Saison 1962/63 gelang dem Klub die türkische Meisterschaft und damit die Titelverteidigung. Kutvers Mannschaft gewann in dieser Saison auch den neu eingeführten Türkischen Fußballpokal und wurde damit sowohl erster türkischer Pokalsieger als auch erster türkischer Double-Sieger. Zudem schaffte es Kutvers Team im Europapokal der Landesmeister 1962/63 bis ins Viertelfinale zu kommen und erreichte so die bis dato beste Platzierung einer türkischen Mannschaft in diesem Wettbewerb im Speziellen und in allen europäischen Vereinswettbewerben im Allgemeinen. Im Viertelfinale scheiterte die Mannschaft an AC Mailand.
In die nächste Saison startete Kutvers Mannschaft mit dem Gewinn des vorsaisonalen Pokalwettbewerbs des TSYD-Istanbul-Pokals. Kutver verletzte sich in dieser Saison in der Ligapartie vom 23. Oktober 1963 gegen den Hauptstadtvertreter Hacettepe GK. In der 56. Minute dieser Partie prallte Kutver während einer Galatasaray-Attacke mit dem gegnerischen Torhüter Sürhat Güngör zusammen und musste verletzt ausgewechselt werden. Eine ärztliche Untersuchung ergab, dass sich Kutver eine Meniskusverletzung zugezogen hatte und deswegen eine verletzungsbedingt Spielpause von fünf bis sechs Monaten einlegen musste. Da mit Uğur Köken ein weiterer wichtiger Spieler dem Verein ab dem Winter 1963 nicht mehr zur Verfügung stand, kehrte Kutver schon im Januar 1964 wieder in den Mannschaftskader zurück. In der Ligapartie vom 22. März 1964 gegen den Erzrivalen Beşiktaş kam es zu Ausschreitungen unter den Spielern beider Teams. Der türkische Fußballverband entschied nach einer Untersuchung zwei Spieler von Beşiktaş und fünf Spieler von Galatasaray, u. a. Kutver vor sein sportliches Strafgericht zu stellen. Dieses verhängt Kutver eine Spielsperre von vier Monaten, wodurch er den Rest der Saison nicht mehr zur Verfügung stand. Diese Ausfälle führten mit dazu, dass die Mannschaft in der Liga den Anschluss an die Tabellenspitze verpasste und die Liga auf dem 3. Tabellenplatz beendete. Auch in der nächsten Saison wurde die Meisterschaft verspielt. In beiden Spielzeiten holte die Mannschaft aber zum zweiten und dritten Mal den Türkischen Fußballpokal. Dadurch war Kutver auch Teil jener Mannschaft, die zum ersten Mal den Türkischen Fußballpokal drei Mal in Folge gewinnen konnte.
Kutver fiel in der Saison 1964/65 durch verschiedene Vorfälle auf. So erschien er mehrere Male nicht zum Training und wurde deswegen vorübergehend aus dem Kader suspendiert. Nachdem er seine Gehaltszahlungen von Galatasaray über längere Zeit nicht erhalten hatte, weigerte er sich im Frühjahr 1965 am Training teilzunehmen. Nachdem die zwischenzeitlich Zahlungen erfolgt waren, kehrte er zur Rückrunde wieder zur Mannschaft zurück. Im August 1965 fehlte Kutver erneut das Training. Bedingt durch sein angespanntes Verhältnis mit der Vereinsführung und einiger Verletzung fiel Kutver bis Ende November 1965 in nahezu allen Pflichtspielen seiner Mannschaft aus. Anschließend spielte er bis zur Winterpause und fiel zur Rückrunde erneut aus. Erst im März 1966 kehrte er wieder in den Mannschaftskader zurück und absolvierte bis zum Saisonende alle Ligaspiele. Auch in der Saison 1965/66 blieb die Mannschaft in der Meisterschaft chancenlos und vergab sie mit sechs Punkten unterschied deutlich an den Erzrivalen Beşiktaş, konnte aber zum vierten Mal in Folge den Türkischen Fußballpokal gewinnen und damit einen bis heute gültigen Rekord in diesem Wettbewerb aufstellen. Kutver verpasste auch die ersten Spieltage der Saison 1966/67, kam auf insgesamt 16 Ligaeinsätze und erzielte dabei sieben Tore. Seine Mannschaft spielte in dieser Saison zwar lange Zeit um die Meisterschaft mit, jedoch wurde die Liga auf dem 3. Tabellenplatz beendet. Darüber hinaus schied die Mannschaft im sonst sicheren Türkischen Fußballpokal bereits im Viertelfinale gegen Altay Izmir aus und beendete die Saison titellos.
Nach vier titellosen Spielzeiten in der türkischen Meisterschaft und der insgesamt titellosen letzten Saison wurde im Sommer 1967 eine Revision ei Galatasaray beschlossen. So wurde der langjährige Trainer Gündüz Kılıç durch Bülent Eken abgelöst und viele Spieler auf die Verkaufsliste gesetzt, u. a. Kutver.

### Mersin İdman Yurdu, Giresunspor und Gaziantepspor
Nachdem Galatasaray ihn zum Verkauf gestellt hatte, wurde er mit Mersin İdman Yurdu in Verbindung gebracht. Bei Mersin İY hatte sich Anfang der 1960er Jahre der örtliche Mäzen der Stadt Mersin, Mehmet Emin Karamehmet, zum Vereinspräsidenten wählen lassen und plante, seinen Verein zu einem der Topvereine des türkischen Fußballs zu formen. So wurde bereits im Sommer 1966 vom Galatasaray der Offensiv-Allrounder Kadri Aytaç verpflichtet und mit diesem im Sommer 1967 der Aufstieg in die höchste türkische Spielklasse, in die 1. Lig, erreicht. Aytaç der neben seiner Tätigkeit als Spieler auch als Co-Trainer für Mersin İY tätig war, sprach sich nach dem Aufstieg für eine Verpflichtung Kutvers aus. Mit diesem hatte er bereits bei Karagümrük und Galatasaray erfolgreich zusammengespielt.
So verpflichteten der Verein gegen eine Ablösesumme von 70.000 Lira Kutver von Galatasaray. Bei diesem Klub bildete er zusammen mit Osman Arpacıoğlu und Ayhan Öz das Sturmdreigespann seines Vereins und wurde vom Mittelfeld her durch seinen langjährigen Mitspieler Aytaç als Spielmacher unterstützt. Die erste Erstligasaison beendete die Mannschaft auf dem 10. Tabellenplatz, wobei Kutver zu den Leistungsträgern zählte und sieben Saisontore erzielte. Kutver sah in der Partie vom 5. Mai 1968 gegen Adana Demirspor eine Rote Karte und wurde deswegen von seinem Klub mit einer Geldstrafe abgemahnt. Nach dieser Partie kam er in den letzten beiden Spieltagen der Saison nicht mehr zu einem Einsatz. Am Anfang der Saison 1968/69 wurde Kutver vom Cheftrainer Turgay Şeren, einem weiteren langjährigen Mitspieler aus seiner Galatasaray-Zeit, aufgrund Disziplinlosigkeit aus dem Mannschaftskader suspendiert und verpasste so die ersten Spieltage der Saison. Nachdem sich Kutver vom Trainerstab entschuldigt und sich in den Trainingseinheiten wieder behauptet hatte, wurde er Mitte September wieder in den Kader aufgenommen. Nach seiner Aufnahme erzielte er in den ersten beiden Ligaspielen jeweils ein Tor und zählte zu den Matchwinnern in diesen Spielen. Bis zur Winterpause spielte Kutver in den meisten Pflichtspielen seiner Mannschaft. Die Spiele im November verpasste er aufgrund einer Spielsperre. Im Dezember 1969 fiel Kutver erneut wegen Disziplinlosigkeit auf und wurde erneut von Şeren aus dem Kader suspendiert. Laut Şeren schlug Kutver alle Ratschläge von ihm aus und führte weiterhin ein ungezügeltes Leben. Erst im März 1969 wurde er von Şeren wieder in den Kader aufgenommen, nachdem er sich bei diesem entschuldigt hatte. Die Saison beendete Kutvers Mannschaft auf dem 6. Tabellenplatz und erreichte die bis dato beste Erstligaplatzierung der Vereinsgeschichte. Obwohl Kutver mehrere Wochen wegen seiner Spielsperre oder seiner Suspendierung nicht gespielt hatte, wurde er mit vier Toren hinter Arpacıoğlu zweitbester Torschütze seines Vereins. In der Saison 1969/70 stellte Mersin İY mit Bülent Giz einen neuen Trainer ein. Dieser musste Kutver besser zu handhaben. Die Mannschaft beendete die Saison auf dem 4. Tabellenplatz und erzielte die bis heute noch gültige beste Erstligaplatzierung der Klubgeschichte. Kutver absolvierte von 30 möglichen Ligaspielen 26 und erzielte dabei fünf Saisontore.
Trotz der erfolgreichen letzten Saison setzte die Vereinsführung Kutver mit seinem Teamkollegen Ali Açıkgöz auf die Verkaufsliste, entschied aber im Juli 1970 gegen einen Verkauf und versuchte die Verträge beider Spieler zu verlängern. Dennoch wurde bis zum November 1970 keine Einigung mit Kutver erzielt. Schließlich wechselte Kutver im November 1971 zum Zweitligisten Giresunspor. Bei diesem Klub etablierte er sich auf Anhieb zum Leistungsträger und hatte erheblichen Anteil an der zum Saisonende erzielten Zweitligameisterschaft und damit verbunden an dem Aufstieg in die 1. Lig.
Nach diesem Aufstieg verließ Kutver Giresunspor und wechselte zum Drittligisten Gaziantepspor. Mit diesem Verein feierte er zum Saisonende die Drittligameisterschaft und damit den Aufstieg in die 2. Futbol Ligi. Nach dem Aufstieg spielte Kutver eine Saison in der 2. Liga für Gaziantepspor.
Im Sommer 1973 wechselte Kutver zu seinem ersten Profiverein, zum Drittligisten Karagümrük SK. Hier spielte er bis zum Sommer 1975 und beendete anschließend seine Karriere.

### Nationalmannschaft
Kutver Uraz begann seine Karriere bei den türkischen Nationalmannschaften 1958 während seiner Zeit bei Karagümrük mit einem Einsatz für die türkische U-18-Nationalmannschaft.
Nach seinen überzeugenden Leistungen bei Karagümrük wurde er vom türkischen Nationaltrainer Sandro Puppo 1961 in den Kader der Türkischen Nationalmannschaft nominiert. In dieser ersten Partie gab Kutver gegen die Bulgarien sein Länderspieldebüt. Fortan gehörte er die nachfolgenden drei Jahre zu den regelmäßig nominierten Spielern und war in diesen Jahren mit wenigen Ausnahmen als Nationaltorhüter gesetzt.
Sein letztes Länderspiel machte er am 1. November 1964 gegen die Tunesische Nationalmannschaft. Insgesamt absolvierte er zehn A-Länderspiele und erzielte dabei ein Tor. Zudem spielte er zwei Partien für die B-Nationalmannschaft und ein U-18-Länderspiel.

## Tod
Am 20. April 2011 verstarb Kutver in einem Krankenhaus seiner Heimatprovinz Çanakkale. Er wurde am nächsten Tag nach dem Mittagsgebet in der Ezine-Teşvikiye-Moschee im dazugehörigen Friedhof beigesetzt.

## Erfolge
Mit Karagümrük SK
- Meister der 2. İstanbul Profesyonel Ligi und Aufstieg in die İstanbul Profesyonel Ligi: 1957/58

Mit Galatasaray Istanbul
- Türkischer Meister: 1962/63
- Türkischer Pokalsieger: 1962/63, 1963/64, 1964/65, 1965/66
- Präsidenten-Pokalsieger: 1965/1966
- TSYD-Istanbul-Pokalsieger: 1963/64, 1966/67
- Viertelfinalist im Europapokal der Landesmeister: 1962/63

Mit Mersin İdman Yurdu
- Tabellenvierter der Süper Lig: 1969/70

Mit Giresunspor
- Meister der TFF 1. Lig und Aufstieg in die Süper Lig: 1970/71

Mit Gaziantepspor
- Meister der TFF 2. Lig und Aufstieg in die TFF 1. Lig: 1971/72